# Väster-Rudtjärnen
Väster-Rudtjärnen är en sjö i Ljusdals kommun i Hälsingland och ingår i Ljusnans huvudavrinningsområde.